# Modúbar de la Emparedada
Modúbar de la Emparedada település Spanyolországban, Burgos tartományban. Modúbar de la Emparedada Carcedo de Burgos, Revillarruz, Sarracín, Saldaña de Burgos és Cardeñadijo községekkel határos. Lakosainak száma 769 fő (2024).

## Népesség
A település népessége az utóbbi években az alábbiak szerint változott:
| Lakosok száma | 259  | 367  | 388  | 472  | 582  | 583  | 621  | 695  | 768  | 769  |
|               | 2001 | 2004 | 2006 | 2009 | 2011 | 2014 | 2016 | 2019 | 2021 | 2024 |